# Zastava Azerbajdžanske SSR
Zastavu Azerbajdžanske SSR je usvojila 7. listopada 1952. godine vlada Azerbajdžanske SSR. Zastava je bila ista kao Zastava Sovjetskog Saveza s dodatkom plave vodoravne pruge u donjem dijelu. 
Prva zastava usvojena je 1920. i bila je važećom do 1921. jer je Azerbejdžanska SSR tada bila u sklopu Zakavkaski SFSR i služila se je zastavu Zakavkaske SFSR sve do 1937. godine. Zastave do 1930. godine sadržavale su tekst na arabici. Nakon 1937. prvobitna zastava Azerbajdžanske SSR bila je crvene boje sa srpom i čekićem u gornjem lijevom kutu i kraticom za republiku na azerskom jeziku. Od 1937. do 1939. tekst je bio na latinici, a od 1939. do 1952. tekst je bio ispisan ćirilicom. Zastava koja je uvedena 1952. važila je do 5. veljače 1991. godine.

## Povijesne zastave
- 1920. - 1921.
- 1921. - 1922.
- 1922. — 1923.
- Zastava Zakavkaske SFSR. 1930. - 1936.
- 1937. - 1939.
- 1939. - 1952.
- 1952. — 1991.

## Također pogledajte
- Zastava Azerbajdžana
- Grb Azerbajdžana
- Grb Azerbajdžanske SSR
- Azerbajdžanska Sovjetska Socijalistička Republika